# Albert Alberts
Albert Alberts (ur. 23 sierpnia 1911 w Haarlemie, zm. 16 grudnia 1995 w Amsterdamie) – holenderski prozaik i publicysta nazywany „mistrzem przemilczeń” ze względu na oszczędny styl pisarski. Jako urzędnik państwowy został internowany w czasie wojny na Pacyfiku przez wojska japońskie okupujące Holenderskie Indie Wschodnie.

## Twórczość
Za najważniejsze dzieło Albertysa uznaje się zbiór opowiadań pt. De eilanden (pol. Wyspy) z 1952, w którym opisał środowisko naturalne Indonezji oraz obyczaje mieszkańców tego państwa, skupiając się również na życiu europejskich imigrantów. Tematyka ta była kontynuowana przez pisarza w książkach Namen nomen (pol. Podać nazwiska) z 1961 oraz Een kolonie is ook maar een mens (pol. Kolonia to też tylko człowiek) z 1989. Powieść z 1974 pt. De vergaderzaal (pol. Sala konferencyjna) opisująca kryzys psychiczny biznesmena została dwa lata później zaadaptowana na film telewizyjny. Od lat 70. większość twórczości Albertysa stanowi proza o tematyce historycznej: De Hollanders komen osn vormoorden z 1974 (pol. Holendrzy przyszli mordować), Frankrjk uitgeleverd (pol. Wydany Francji) i Haast hebben in september (pol. Śpieszyć się we wrześniu) z 1975, De zilveren kogel (pol. Srebrna kula) z 1984. Zasłynął również humorystycznym esejem z 1986 pt. Inleiding tot de kennis van de ambtenaar (pol. Wstęp do nauki o urzędniku). Autobiograficzna mikropowieść De Bomen (pol. Drzewa) z 1954 opisuje więź łączącą chłopca z drzewami rosnącymi w jego sąsiedztwie.